# Tamateyama
O Tamateyama (em japonês 玉手山), também conhecido por Komatsuyama (小松山), é uma pequena montanha localizada em Kashiwara, na província de Osaka no Japão, famosa pelo papel de destaque em que foi colocada devido à batalha de Domyoji.
Esta pequena elevação e as suas encostas, formaram um ponto de defesa para o exército de Toyotomi Hideyori, colocado em Osaka, para se defender do exército de Tokugawa Ieyasu. A 3 de Junho de 1615, Goto Mototsugu, o comandante dos samurais que defendiam o monte, foi alvejado por uma bala disparada pelas forças do clã Tokugawa. Mototsugu cometeu posteriormente suicídio, segundo o ritual seppuku, no Tamateyama antes de a sua posição ser definitivamente conquistada pelo inimigo.